# Biloričenskyj
Biloričenskyj (ukrajinsky Білоріченський, rusky Белореченский – Belorečenskij) je sídlo městského typu v Luhanské oblasti  na Ukrajině. K roku 2011 v něm žilo přes tři tisíce obyvatel.

## Poloha
Biloričenskyj leží několik kilometrů severně od toku Vilchivky, přítoku Luhaně. Od nejbližšího města, Lutuhyna, je vzdálen přibližně dvanáct kilometrů severozápadně.

## Dějiny
Biloričenskyj byl založen v roce 1951. Status sídla městského typu má od roku 1957. Od roku 2014 je v rámci rusko-ukrajinské války součástí samozvané Luhanské lidové republiky.